# Hagtornsrost
Hagtornsrost (Gymnosporangium clavariiforme) är en svampart som först beskrevs av Franz Xaver von Wulfen, och fick sitt nu gällande namn av Augustin Pyrame de Candolle 1805. Hagtornsrost ingår i släktet Gymnosporangium och familjen Pucciniaceae. Arten är reproducerande i Sverige. Inga underarter finns listade i Catalogue of Life.

## Källor

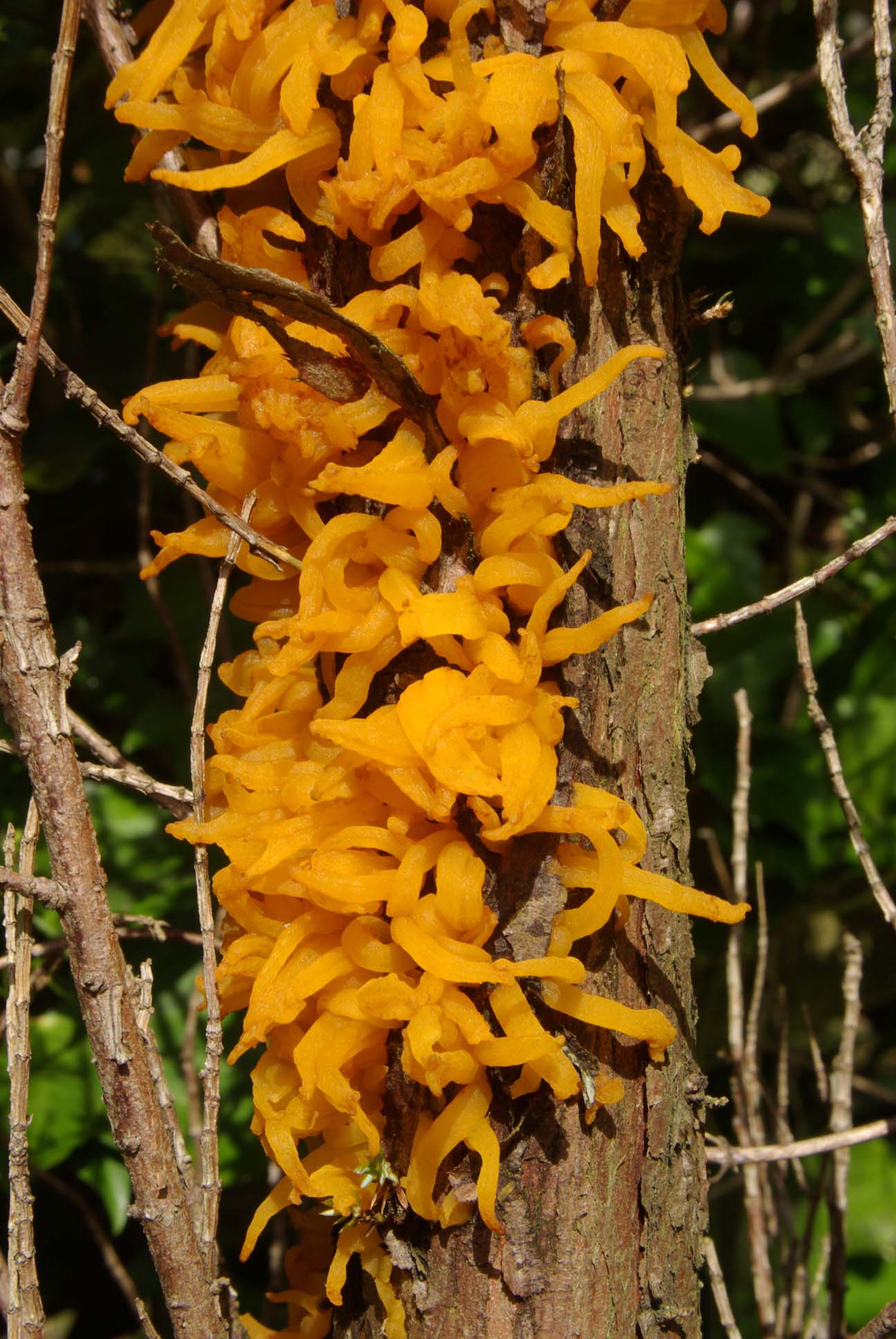
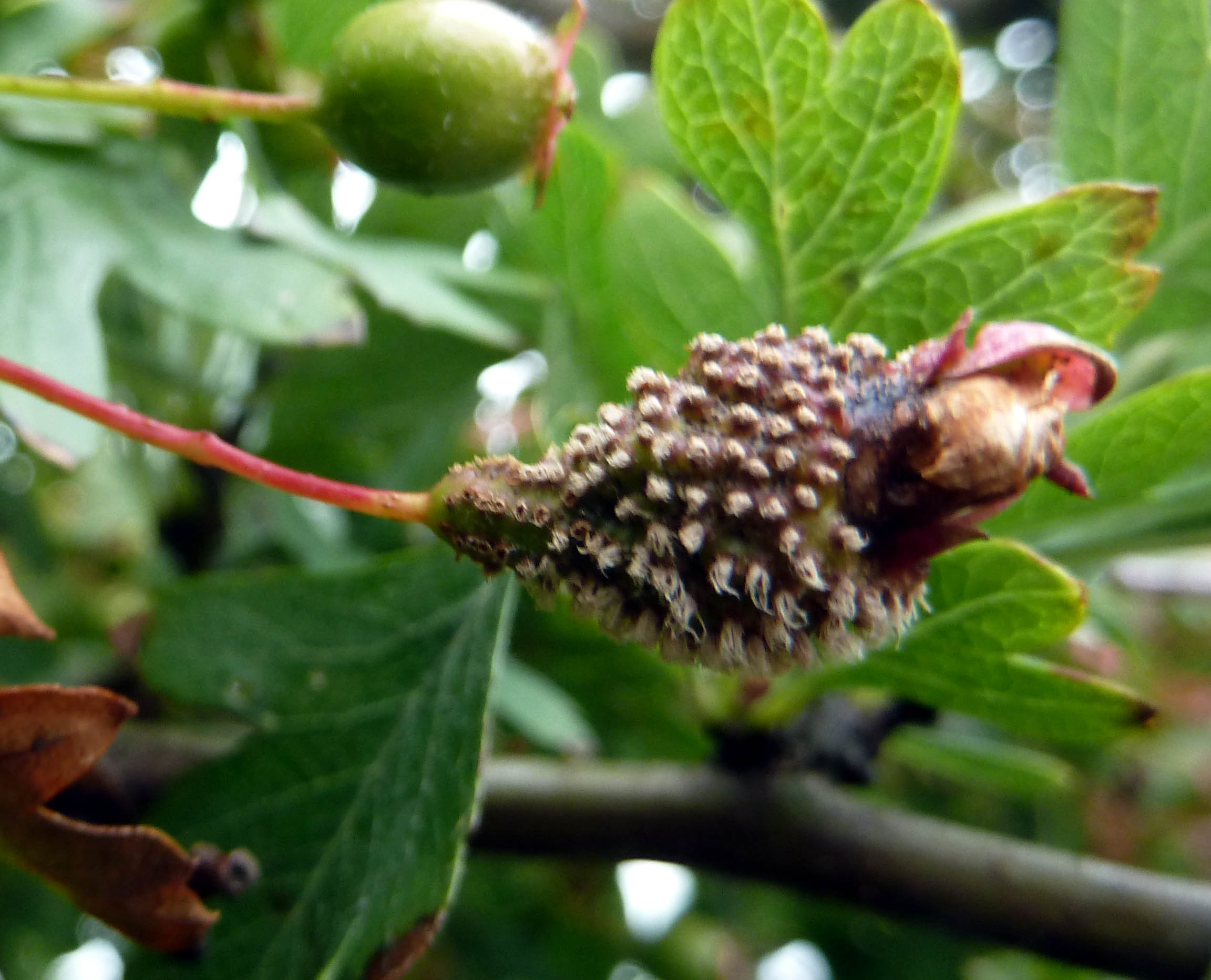